# Municipio de Bellevue (Misuri)
El municipio de Bellevue (en inglés: Bellevue Township) es un municipio ubicado en el condado de Washington en el estado estadounidense de Misuri. En el año 2010 tenía una población de 994 habitantes y una densidad poblacional de 11,42 personas por km².

## Geografía
El municipio de Bellevue se encuentra ubicado en las coordenadas 37°45′50″N 90°44′44″O / 37.76389, -90.74556. Según la Oficina del Censo de los Estados Unidos, el municipio tiene una superficie total de 87.06 km², de la cual 86,81 km² corresponden a tierra firme y (0,29 %) 0,25 km² es agua.

## Demografía
Según el censo de 2010, había 994 personas residiendo en el municipio de Bellevue. La densidad de población era de 11,42 hab./km². De los 994 habitantes, el municipio de Bellevue estaba compuesto por el 99,2 % blancos, el 0,3 % eran amerindios, el 0,1 % eran asiáticos y el 0,4 % eran de una mezcla de razas. Del total de la población el 0,5 % eran hispanos o latinos de cualquier raza.